# August Reinhold
Friedrich August Reinhold, född 26 mars 1834  i Nordhausen i Tyskland, död 25 juni 1911 i Stockholm var en svensk bagare och person inom Sveriges näringsliv.

## Biografi

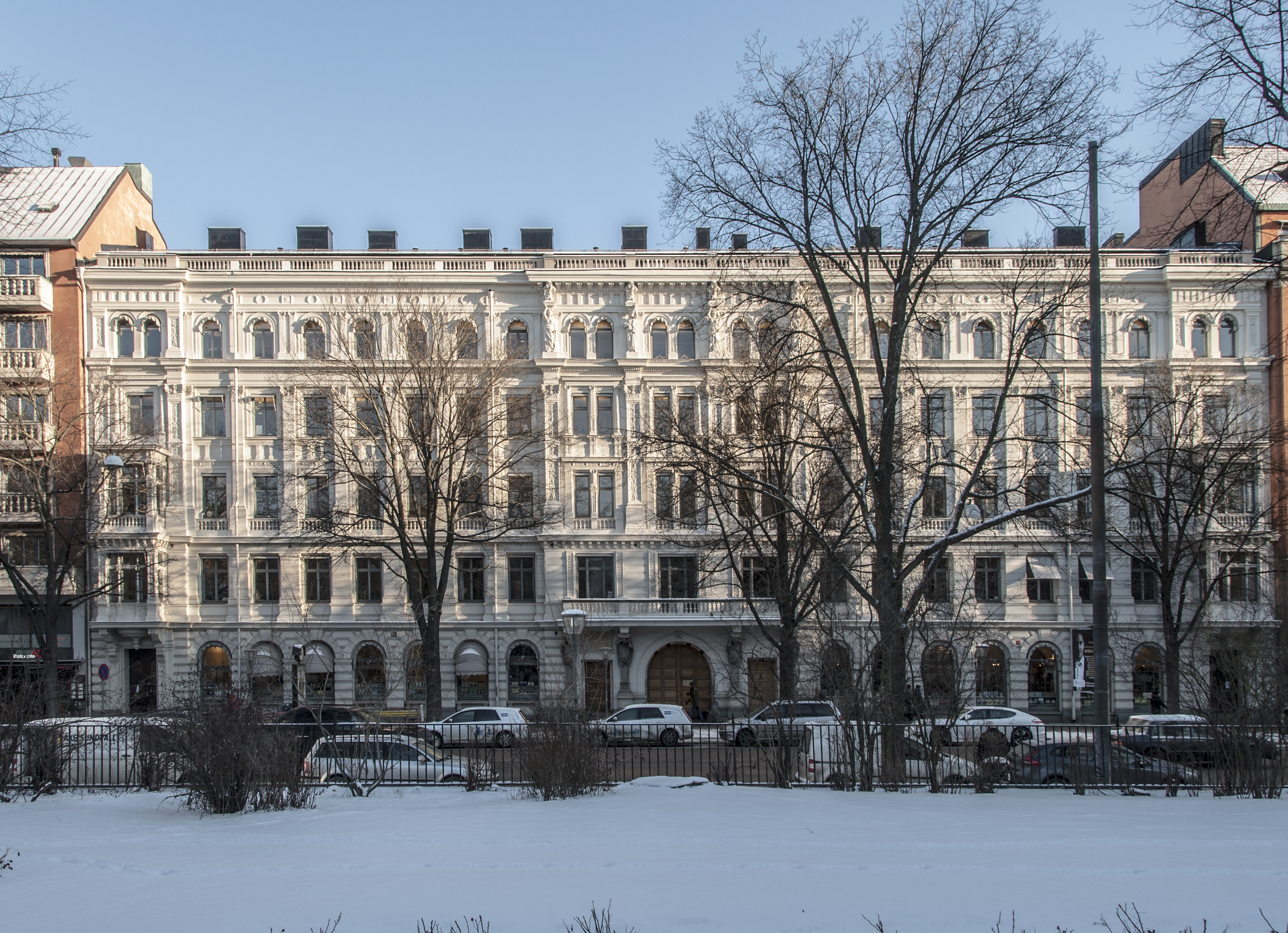
Reinholdska huset

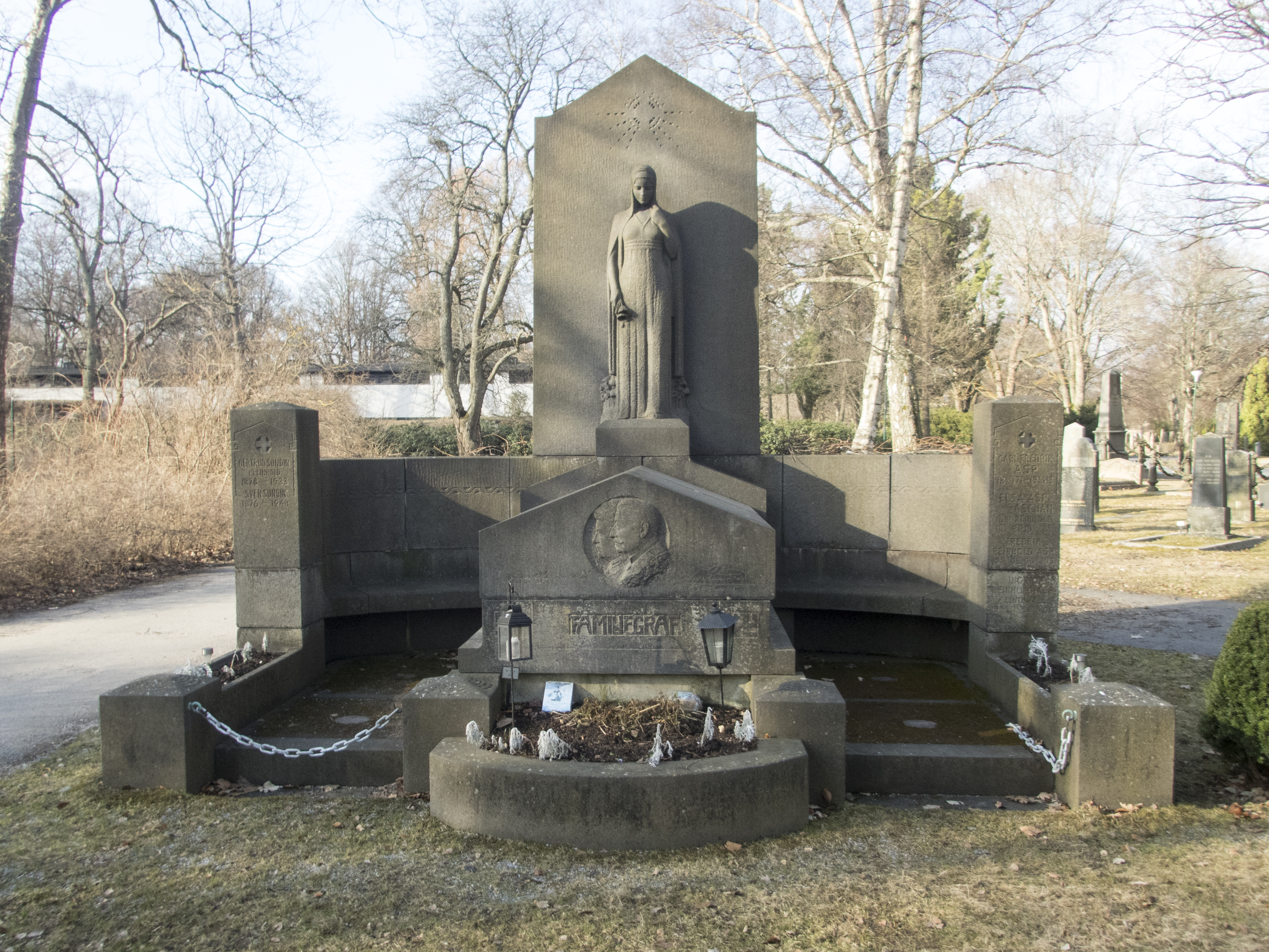
Reinholdska familjegraven på Norra begravningsplatsen.

August Reinhold kom till Sverige 1861 och började arbeta som kontorist i brodern Edvards bagerirörelse. 1873 utträdde Edvard ur företaget och August med brodern Ferdinand tog över verksamheten. 26 september 1873 ansökte han om svenskt medborgarskap.
1874 gifte sig August Reinhold med Aurora Amalia, kallad Alma, som var dotter till den förmögne grosshandlaren Wilhelm Burmester, som tidigare hade satsat pengar i bageriet. 
1882–1884 lät August Reinhold uppföra det Reinholdska huset vid Stora Badstugatan. Firman E Reinhold & Co var då ett av Sveriges största bagerier med 25 försäljningsställen runt om i staden och cirka 80 anställda, varav de flesta bodde och alla åt hos sin arbetsgivare. 
1885 utbröt en kortvarig arbetskonflikt på Reinholds bageri, som kom att bli känd under namnet sillbullsstrejken eftersom den hade sin upprinnelse i bageriarbetarnas missnöje med den gamla hushållerskans sillbullar. 
1888 blev bageriet aktiebolag och ändrade namn till Reinholds Ångbageri & Konditori AB och August blev bolagets verkställande direktör och brodern Ferdinand lämnade firman. 
August Reinhold var också under en lång tid den egentlige ägaren till Hotell Rydberg vid Gustav Adolfs torg och ägde ett kort tag Hotel Fenix på Drottninggatan. Han var delägare i S:t Eriks bryggeri. Han hjälpte den store juveleraren Jean Jahnsson genom att sätta in betydande summor i dennes firma Hallbergs juveleraraffär. Han hade även intressen i vinhandelsfirman Forsgren & Wilken, som fick disponera en lagerlokal i källaren, när det stora bostadshuset vid Stora Badstugatan blev färdigt. Dessutom satt han i styrelsen för en hel del företag. Han var en stor mecenat, som i det tysta understödde vetenskapliga forskningsfärder och skänkte mycket pengar till bland annat Frimurarebarnhuset i Marieberg och prins Carls uppfostringsanstalt på Gålö. Naturhistoriska riksmuseet fick gåvor av honom till sin paleontologiska avdelning.
August Reinhold var också en framstående frimurare och vid sin död den äldste medlemmen i Timmermansorden. 
Wärdshuset Ulla Winbladh på Djurgården i Stockholm byggdes till Stockholmsutställningen 1897, ursprungligen som ångbageri, det hette då Reinholds Ångbageri.

## Fotnoter
1. ↑  Reinhold, FRIEDR. AUGUST, Svenskagravar.se, läs online, läst: 1 juni 2017.[källa från Wikidata]
2. ↑  Sten nr 125 – Friedrich August Reinhold, Norra begravningsplatsen.se, läs online, läst: 1 juni 2017.[källa från Wikidata]
3. ↑   Industri o. sjöfart i Stockholm Svenskt Porträttgalleri – Projekt Runeberg